# Pratt & Whitney Canada PT6
Pratt & Whitney Canada PT6 je turbopropelerski motor kanadskega proizvajalca Pratt & Whitney Canada. Velja za enega najbolj popularnih, široko uporabljanih in zanesljivih turbopropov. . PT6 poganja tudi Pilatus PC-9 in Pilatus PC-6, ki jih uporablja Slovenska vojska. Verzija PT6A ima moč med 580 in 920 KM, večje verzije pa do 1940 KM. Verziji PT6B in PT6C sta turbogredni različica in se uporablja za pogon. helikopterjev. 

## Delovanje
Zrak najprej vstopi v enostopenjski aksialni kompresor potem gre naprej v enostopenjska centrifugalnega. Zgorevalna komora je obročasta in ima obratni tok. Vroč zrak iz zgorevanje komore vstopi v turbino (gas generator), ki poganja oba kompresorja se vrti pri okrog 45000 rpm. Vroči zrak iz gas generatorja potem vstopi v prosto turbino (ki proizvaja moč na gredi), ki se vrti pri okrog 30000 obratih. Prosta turbina in gas generator nista mehanično povezani - zato oznaka "prosta". Obrate proste turbine zmanjša reduktor, tako se propeler vrti pri okrog 1900-2000 rpm. Obrati se razlikujejo glede na različico motorja.

## Uporaba

### PT6A
- AASI Jetcruzer
- Aero Commander 680T (PT6 conversion)
- Aero Ae 270 Ibis
- AHRLAC Holdings Ahrlac
- Air Tractor AT-400
- Air Tractor AT-501
- Air Tractor AT-602
- Air Tractor AT-802
- Antilles Super Goose
- Antonov An-28
- Ayres Turbo Thrush
- Basler BT-67
- Beechcraft 1900
- Beechcraft Model 99
- Beechcraft A36TC Bonanza (turbine conversion)
- Beechcraft C-12 Huron
- Beechcraft King Air
- Beechcraft Lightning
- Beech 18 series (turbine conversion)
- Beechcraft Model 87
- Beechcraft Model 99
- Beechcraft RC-12 Guardrail
- Beechcraft RU-21C Ute
- Beechcraft Starship
- Beechcraft Super King Air
- Beechcraft T-6 Texan II
- Beechcraft T-34C Turbo-Mentor
- Beechcraft T-44 Pegasus
- Beriev Be-30K
- CASA C-212 series 300P
- Cessna 208 Caravan
- Cessna P210N (turbine conversion)
- Cessna 404 Titan (turbine conversion)
- Cessna 421C Golden Eagle (turbine conversion)
- Cessna 425 Corsair/Conquest I
- Conair Turbo Firecat
- Conroy Tri-Turbo-Three
- de Havilland Canada DHC-2 Mk. III Turbo Beaver
- de Havilland Canada DHC-3 Otter (turbine conversions)
- de Havilland Canada DHC-6 Twin Otter
- de Havilland Canada Dash 7
- Dominion UV-23 Scout
- Dornier Do 128 Turbo Skyservant
- Dornier Seawings Seastar
- Douglas DC-3 (turbine conversions)
- Epic LT Dynasty
- Embraer EMB 110 Bandeirante
- Embraer EMB 121 Xingu
- Embraer EMB 312 Tucano
- Embraer EMB 314 Super Tucano
- Frakes Mohawk 298
- Frakes Turbocat
- Gulfstream American Hustler 400
- Grumman Mallard (turbine conversion)
- Grumman Goose (turbine conversion)
- Harbin Y-12
- Helio AU-24 Stallion
- IAI Arava
- IAI Eitan
- JetPROP DLX
- Kestrel JP10
- KAI KT-1
- Let L-410 Turbolet
- Lancair Evolution
- NAL Saras
- NDN Fieldmaster
- FTS Turbo Firecracker
- PAC 750XL
- PAC Cresco
- Piaggio P.180 Avanti
- Pilatus PC-6/B Turbo-Porter
- Pilatus PC-7
- Pilatus PC-9
- Pilatus PC-12
- Pilatus PC-21
- Piper PA-31P (turbine conversion)
- Piper PA-31T Cheyenne
- Piper PA-42 Cheyenne III
- Piper PA-46-500TP Meridian
- Piper T1040
- PZL-130T Turbo Orlik and PZL-130TC-II Orlik
- PZL M-18 Dromader (turbine conversion)
- PZL M28 Skytruck
- Quest Kodiak
- Reims-Cessna F406 Caravan II
- Saunders ST-27/ST-28
- Scaled Composites ATTT
- Shorts 330
- Shorts 360
- Short C-23 Sherpa
- Socata TBM
- Spectrum SA-550
- Swearingen SA26-T Merlin IIA
- TAI Hürkuş
- US Aircraft A-67 Dragon

### PT6B
- AgustaWestland AW119 Koala
- Changhe Z-8F
- Avicopter AC313
- Lockheed XH-51
- Sikorsky S-76B
- Westland Lynx 606

### PT6C
- AgustaWestland AW139
- Bell/Agusta BA609
- UH-1 Global Eagle upgrade
- Eurocopter EC175/Avicopter Z-15

### PT6D
- Soloy Pathfinder 21

### ST6
- UAC TurboTrain
- STP-Paxton Turbocar Indy racer
- Lotus 56

## Specifikacije(PT6A-6)
- Tip: Turboprop
- Dolžina: 62 in (1,575 mm)
- Premer: 19 in (483 mm)
- Teža: 270 lb (122.47 kg)

- Kompresor: 3-stopenjski aksialni + 1-stopenjski centrifugalni
- Zgorevalana komora: obročasta z obratnim tokom in 14 gorilniki
- Turbina: 1-stopenjska turbina (gas generator), 1-stopenjska prosta turbina
- Gorivo: Kerozin

- Največja moč: 578 KM (431 kW)
- Tlačno razmerje: 6,3:1
- Masni pretok zraka: 5,3 lb (2 kg)/sekundo
- Specifična poraba goriva: 0,67 lb/KM/ura (0,408 kg/kW/hr)
- Razmerje moč/teža: 2,14 KM/lb (3,52 kW/kg)

| Oznaka                   | PT6A-11AG       | PT6A-50         | PT6A-68C          | PT6B-36A        | PT6B-37A         | PT6C-67B         | PT6C-67C          | PT6C-67E          | PT6T-6B           |
| ------------------------ | --------------- | --------------- | ----------------- | --------------- | ---------------- | ---------------- | ----------------- | ----------------- | ----------------- |
| Premer                   | 483 mm          | 483 mm          | 483 mm            | 825 × 495 mm    | 495 mm           | 584 mm           | 584 mm            | 584 mm            | 825 × 1105 mm     |
| Dolžina                  | 1,58 m          | 1,73 m          | 1,83 m            | 1,5 m           | 1,63 m           | 1,50 m           | 1,50 m            | 1,50 m            | 1,67 m            |
| Teža                     |                 | 193 kg          |                   | 169 kg          | 172 kg           |                  |                   |                   |                   |
| Moč                      | 550 kW (748 KM) | 705 kW (958 KM) | 1175 kW (1600 KM) | 732 kW (995 KM) | 747 kW (1015 KM) | 895 kW (1217 KM) | 1252 kW (1702 KM) | 1324 kW (1800 KM) | 1469 kW (2000 KM) |
| Specifična poraba goriva |                 | 353 g/ekWh      |                   | 263 g/ekWh      | 265 g/ekWh       |                  |                   |                   | 273 g/ekWh        |